# Total Miner
Total Miner é um jogo eletrônico independente para Xbox Live desenvolvido e lançado por Craig Martin, fundador da Studio Forge Ltd (anteriormente, Greenstone Games). É um jogo de mundo aberto de estilo bloco semelhante a Minecraft, e inspirou-se no Miner Dig Deep. Foi confirmado que o jogo será lançado para PlayStation 4 e PC (via Steam).